# جشنواره فیلم اسپلیت
جشنواره فیلم اسپلیت (انگلیسی: Split Film Festival) یکی از قدیمی‌ترین جشنواره‌های فیلم و ویدئو در کرواسی است که آثار جدید، خلاقانه، شخصی، رادیکال از هر سبک، مضمون، ژانرهای مختلف، چه فیلم و چه رسانه‌های جدید را به نمایش می‌گذارد. جشنواره بین‌المللی بین‌المللی فیلم اسپلیت هر ساله از ۱۳ تا ۲۰ سپتامبر در کرواسی برگزار می‌شود.